# محلول قلوي

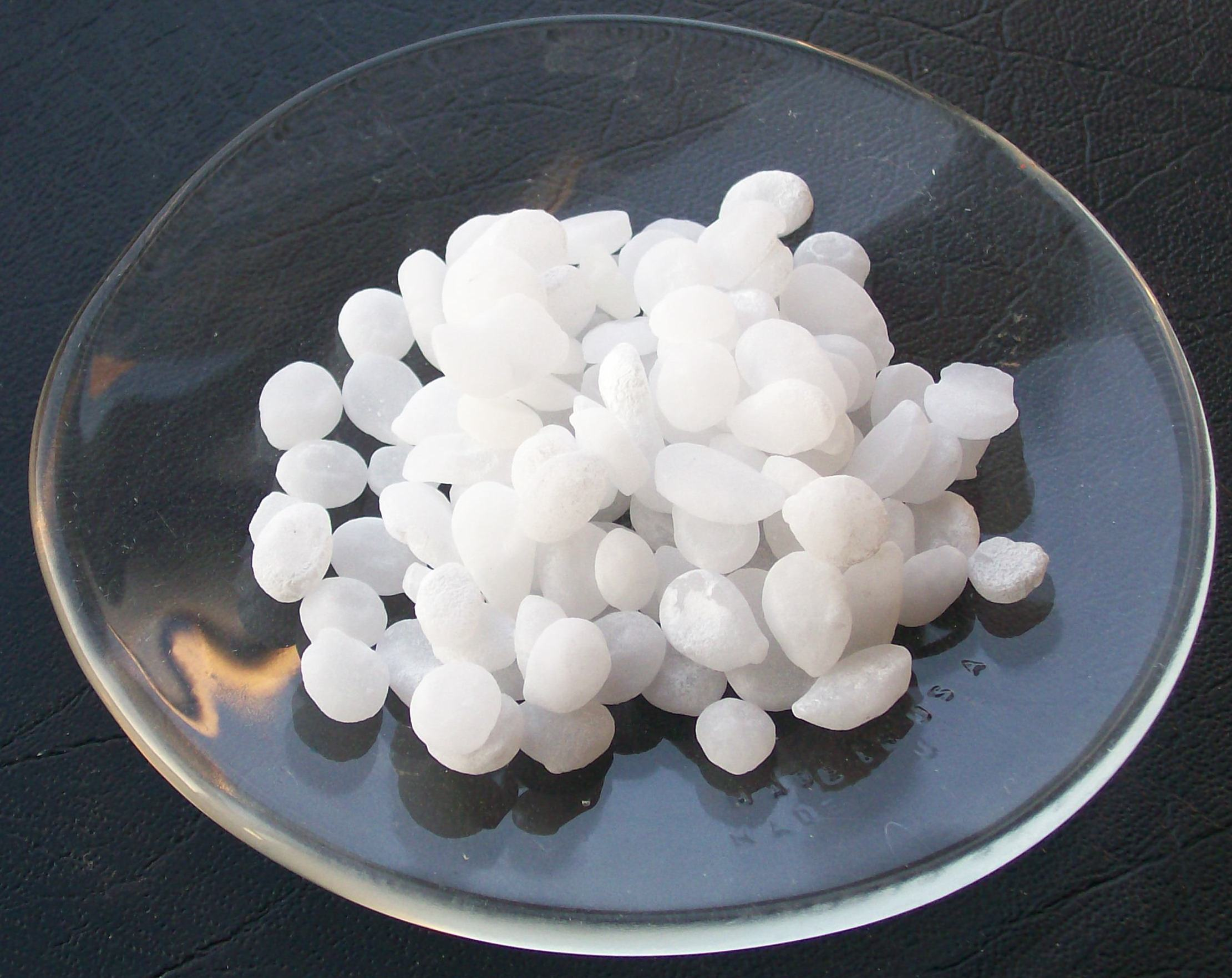
حبيبات هيدروكسيد الصوديوم

المحاليل القِلْوِيَّة محاليلُ، مائية غالبًا، لهِدرُكسيدات الفلزات القِلْوية: كهِدرُكسيد الصوديوم، وهِدرُكسيد البوتاسيوم. تطلق تسمية محلول قِلْوي عمومًا على المحاليل القاعدية.

## الخصائص
إن المحاليل القلوية لها صفة قاعدية قوية، حيث أن تركيز أيون الهيدروكسيد في الوسط يكون مرتفعاً، لذلك فإن قيمة الأس الهيدروجيني pH لها دائماً أكبر من 7، حيث أن المحاليل القلوية المائية لها قيمة pH أعلى من 10.
تتميّز المحاليل القلوية بأنها مواد أكّالة، لذلك ينبغي اتخاذ إجراءات السلامة المهنية الملائمة عند التعامل مع هذه المواد. بالإضافة إلى ذلك، فإن المحاليل القلوية هي موصلة للكهرباء.

## الاستخدامات

### تطبيقات غذائية
تستخدم المحاليل القلوية في بعض الصناعات الغذائية مثل إزالة المرارة عن الزيتون. كما تستخدم في تحضير بعض الأطباق مثل تحضير بعض أطباق السمك مثل لوتفيسك Lutefisk، أو بيض القرن، بالإضافة إلى طبق هوميني Hominy، والذي هو عبارة عن حبوب ذرة مجففة معالجة بمحلول قلوي، أو بعض المعجّنات مثل كعك مملح جاف والتي تغمس فيها قطع العجين بمحلول قلوي قبل الخبز، ومثال عليها بريتسل.

### صناعة الصابون
تعد المحاليل القلوية مثل هيدروكسيد الصوديوم أو هيدروكسيد البوتاسيوم أحد المكونات الأساسية في صناعة الصابون، حيث يعد الوسط القلوي ضرورياً لحدوث تقاعل التصبّن.
يستخدم هيدروكسيد الصوديوم عادةً من أجل صنع الصابون الصلب، في حين يستخدم هيدروكسيد البوتاسيوم من أجل صنع الصابون السائل.

### استخدامات منزلية
تدخل المحاليل القلوية في تركيب مستحضرات التنظيف، وذلك بسبب قدرتها على حل الدهون. يحدث ذلك من خلال تفاعل حلمهة قلوية للدهون، والحاوية على الأحماض الدهنية فتتشكل الإسترات الموافقة، والتي غالباً ما تكون حلولة في الماء، وتنجلي بالشطف بالماء.
من الأمثلة على هذا التطبيق دخولها في تركيب مسحوق تنظيف الأرضيات والحمامات، بالإضافة إلى محاليل فتح المجاري المسدودة.

## احتياطات الأمان
إن المحاليل القلوية هي مواد أكالة تخرّش الجلد والأنسجة البشرية، لذلك فإنه عند حدوث تماس مباشر يجب إزالة المواد أو الملابس الملوّثة، والقيام بغسل المنطقة المصابة بالماء بمدة تتراوح بين 15 إلى 60 دقيقة، وأثناء ذلك القيام بالاتصال مع خدمات الطوارئ.